# Теймураз I
Теймураз I (1589 — 1663) — царь Кахетии в 1606—1648 и Картли в 1625—1632 годах. Принадлежал к роду Багратиони. Старший сын кахетинского царя Давида I и Кетеван Мухранской. Поэт-лирик.

## Биография
Детство и ранние годы провёл в качестве политического заложника в Исфахане, где воспитывался при дворе персидского шаха Аббаса Великого. Теймураз вернулся домой только в 1605 году, когда христиане-кахетинцы свергли царя Константина I (ранее убившего своего отца Александра II). Аббас дал согласие на то, чтобы Теймураз стал царём по требованию аристократов, но поскольку он был несовершеннолетним, бразды правления взяла его мать, царица Кетеван.
Теймураз заключил брак в 1606 году с Аной, дочерью Мамии II Гуриэли, гурийского князя, но вскоре его супруга скончалась и царь вступил во второй брак, с Хорашан Картлийской, сестрой Луарсаба II, царя Картли.
Царствование его было отмечено личной трагедией — шах Персии Аббас Великий замучил мать и двух сыновей Теймураза I.
Всех троих Теймураз I лично направил в Персию, как почётных заложников, чтобы избежать вторжения Ирана в Кахетию. В прочем, повлиять этим на благоволение шаха кахетинскому царю не удалось: шах Аббас велил оскопить царевичей, пока они пребывали в Ширазской темнице. Старший царевич, не выдержав увечий, скончался. Меньший же сошёл с ума.
Однако в 1614 году Аббас I всё же напал на Картли и Кахети, поставив там во главе Баграта VII и Иессе (двоюродного брата Теймураза). Теймураз и Луарсаб были вынуждены скрываться в Имеретии.
В мае 1615 года, когда благодаря османо-персидской войне персидское господство в Грузии ослабло, Теймураза попросили вернуться. Он появился в Кахетии и стал собирать войско для борьбы с персами. Однако когда в марте 1616 года армия шаха Аббаса подошла к Гяндже, кахетинцы отказались воевать и Теймуразу пришлось снова бежать в Имеретию. Но в Имеретии тогда начался голод, поэтому Теймураз перебрался в Гурию, откуда связался с османскими властями, и османский султан подарил ему крепость Гонио и несколько сёл около Ахалцихе.
Разоренная персами Кахетия с 1616 года оставалась без власти. Только в 1619 году шах простил кахетинцев и прислал им Пейкар-хана в виде правителя. Он регулярно жаловался на кахетинцев шаху, и тот снова отправил туда свое войско, которым командовал Карачагай-бег, а при нём советником был Георгий Саакадзе. Но весной 1625 года Саакадзе и эристав Зураб сменили политическую ориентацию и убили Карачагай-хана, а кахетинцы напали на персов, и в этом сражении, известном как Марткопская битва, иранская армия была разбита. После этого Теймуразу предложили вернуться и снова стать царём Кахетии. Но летом 1625 года шах отправил новое войско в Грузию и в Марабдинской битве войско Теймураза было разбито. Однако Теймураз отправил шаху письмо с просьбой о прощении и шах всё же согласился признать его царём Кахетии. В 1626 году после победы в кахетинско-картлийском сражении у Базалети Теймураз стал одновременно и царем Картли.
В 1633 году новый персидский шах Сефи I послал в Грузию свое войско, за Теймураза снова никто не захотел воевать, и он снова бежал в Имеретию, царем Картли стал его соперник Ростом, а царем Кахетии был назначен Селим-хан.
В 1635 году Теймураз прибыл в Душети как вождь партизанского движения против персов. Он прогнал Селим-хана и занял Кахетию. Затем он начал войну с Ростомом за Картли, но в 1648 году проиграл и снова был вынужден отправиться в Имеретию, а Кахетинское царство было аннексировано Ростомом. Теймураза в Имеретии поселили в замке Сканда. Затем в 1661 году, так как Имеретинское царство пребывало в состоянии анархии и Имеретию временно захватил царь Картли Вахтанг V, Теймураз отправился в Персию к шахe Аббасу II, который принял его сначала хорошо, но затем велел отправить Теймураза в заключение в Астрабад. Там Теймураз принял монашество и в конце 1663 года умер.

## Переписка с королем Испании,Филиппом IV

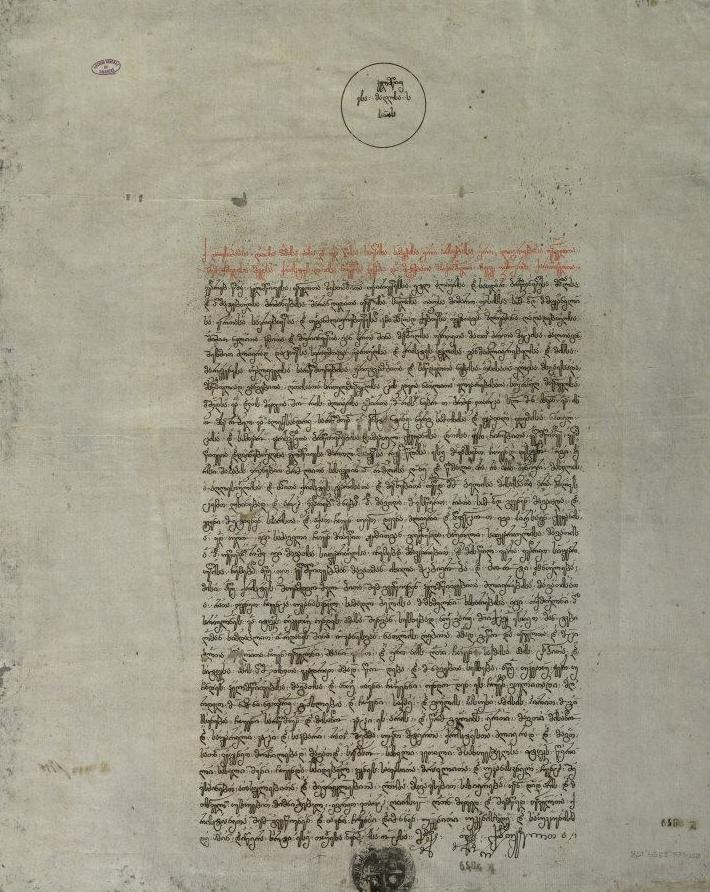
Письмо королю Испании Филиппу IV от Теймураза I, царя Кахетии.

Сохранился оригинал письма, отправленный королю Испании через сторонника царя Теймураза — Никифора Ирбаха.
«Да будет известно вашему величеству, что я и мои иберы находимся между двух врагов имени Христова, наиопаснейших для всего христианского мира — турок и персов. И нет у нас другой помощи, кроме Бога, и другой защиты, кроме оружия, которое у нас всегда в руках, и постоянно мы бьемся с неверными. И силою святого креста нашего искупителя и покровительством приснодевы Марии, Богоматери заступницы и госпожи нашей, побеждаем и сдерживаем наших врагов. Недавно персы вместе со своим королем напали на нас всеми своими силами, но с Божьей помощью мы их дважды победили в битвах, а король бегством спас свою жизнь при полном замешательстве и больших потерях своих войск, как это известно всем. Мы вернули, то, что у нас захватили персы, и теперь мы владеем всеми этими королевствами и провинциями, которые тянутся от моря до моря. Мы держим наши силы всегда в готовности и наши войска в должном порядке, не менее ста тысяч воинов.
С другой стороны, мы видим, что второй наш противник, общий, враг всех христиан — турки, — обладает сейчас весьма малыми и слабыми силами, у них постоянные внутренние раздоры и величайшие разногласия. Таким образом, если христианские государи решат, мы легко могли бы сбросить его с имперского трона, захваченного тираном, полностью разбить его и освободить весь христианский мир от этого великого и извечного врага. Что касается нас, то мы готовы и можем использовать все наши силы для этого святого дела и предполагаем (если ваше величество будете согласны) спуститься из наших владений и двигаться через Каппадокию и Вифинию до Скутари, находящегося против Константинополя. И если ваше величество пожелаете и повелите помочь нам, подав нам руку через море, чтобы потом было возможно пересечь (пролив) и войти в Константинополь, благодаря чему враг будет разбит полностью, не имея времени прибегнуть к помощи персов, поскольку прежде всего важна быстрота, это было бы самой большой службой, которую может христианский и католический король сослужить нашему господу Богу. Кроме того, многие христиане, находящиеся во владениях Турка, желают этого похода и предлагают во время похода помочь всеми своими силами, ибо им важно видеть себя свободными от тирании Турка.
И чтобы вашему величеству было известно, что не из собственного частного интереса, не из-за стремления иберов к величию и не для защиты владений предпринимаю этот поход, но единственно ради служения нашему господу Богу и для общего блага христианского мира, говорю и обещаю вашему величеству, что если Бог дарует нам победу и намерения наши осуществятся, мы все, исполнившись рвения, всеми силами будем стремиться к тому, чтобы ваше величество взошли на императорский трон Константинополя, поскольку это вас достойно и касается больше, чем кого-либо другого. И мы в своих землях будем этим очень довольны, лишь бы императорский престол занимал государь христианский и католический, как ваше величество, и мы всегда будем большими друзьями, готовыми вам служить. Позволю напомнить вашему величеству, что говорит наш Господь: если брат твой имеет нужду в тебе и идет просить у тебя взаймы, не дай ему уйти со смущенным лицом. И я, ваш младший брат, как и все эти христиане, нуждаемся в помощи вашего величества. Бог даровал вам могущество, и может ли оно быть использовано лучше, чем для служения ему? Я говорю — ваш брат, так как все мы имеем одну веру, крещение и одну надежду на обретение царствия небесного. Веруя в это, пишу вашему величеству письмо и полагаю, что именно вам уместно быть господином этого святого дела, а себя предлагаю вашему величеству солдатом и готов итти служить вашему величеству со всем своим народом для того, чтобы освободить от тирании неверных души, церкви, монастыри и святые места, которые сейчас захвачены у христиан этими неверными, что является позором и смущением для нас. Ввиду этого мне было бы приятно получить ответ вашего величества без промедления, с ясностью и прямотой, чтобы знать окончательное решение и желание вашего величества.
Для этого мы посылаем к вашему величеству уважаемого дона Нисефоро Ирбакес, лицо духовное, весьма добродетельного и облеченного доверием, которому я в подобных делах весьма доверяю и потому, что он происходит от знатных предков — первейших среди моих вассалов, служивших мне с великой верностью, и потому, что он служит Богу и короне с добродетелью и терпением, отличающими его. По этой и другим причинам он является моим доверенным лицом и духовником. Он знает самые сокровенные помыслы моей души, и может передать их вашему величеству со всей точностью. Ваше величество может верить ему во всем, что он будет говорить от моего имени. Мы желали отправить к вашему величеству послом мирянина из знатных моих вассалов, дабы придать посольству наибольшую торжественность, однако поскольку ему придется пройти через (земли) врагов, то, чтобы не обнаружить себя и не повредить делу, мы выбрали этого монаха, моего духовника и доверенное лицо, чтобы он мог скрытно пройти среди врагов, без затруднений прибыть к вашему величеству и сообщить вам тайно наши намерения, что ему поручено.
И в том случае, если ваше величество пожелает узнать истину и получить сведения о наших делах, можете послать сюда одного или многих доверенных лиц для того, чтобы они могли разузнать все, исследовать и увидеть своими глазами наши силы и узнали бы о многих подвигах и трудах и передали бы вашему величеству и тем, кто этого не знает, имеют ли иберы мощь и силу сражаться с такими врагами и можем ли мы выполнить то, что обещаем.
Тем самым мы совершили то, что касается нас — уведомили ваше величество, как католического короля, единственного властителя Христиан, рассказав вам обо всех наших намерениях. В заключение мы просим и заверяем перед господом нашим Иисусом Христом, что будет правильно оказать нам помощь и дать руку для этого святого дела, которое касается столь многого. И в том случае, если ваше величество не пожелает присоединиться, мы будем чисты перед богом, на покровительство и милость которого уповаем, и ваше величество потом не будет иметь причины обвинять нас в том, что не сообщили, не просили, не убеждали. Кроме того, вверяем вашему величеству тайну, которая должна быть сохранена до тех пор, пока Бог не положит этому конец своей святой волей.
Мы предложили вашему величеству себя, наше оружие, наших вассалов числом 100 тысяч воинов, готовых пойти в этот поход — труд святой и достойный, к которому каждый христианский государь, и в особенности ваше величество, пожелают присоединиться скорее, чем к любому другому, и если не пожелают быть с нами другие, то Бог будет охранять ваше величество для большего почета и славы его святого имени навсегда во веки веков. Аминь.Теймураз, царь Иберии и прочих, Написано в Картли 29 ноября 1625 г.

## Поздние годы жизни
В 1658 году Теймураз I посетил русского царя в Москве с просьбой о помощи, которую не получил.
Теймураз I также лично искал помощи в Стамбуле у турецкого султана и у персидского шаха в Исфахане.
В 1661 году постригся в монахи и отошёл от государственных дел, целиком посвятив себя поэзии. Однако был вызван в Иран и вскоре заключён в Астрабадскую крепость, где и умер.

## Поэзия
Теймураз I был видным поэтом эпохи Возрождения. Знаменита его агиографическая поэма «Кетеваниани». Также создал романтические поэмы: «Иосеб-Зилиханиани», «Лейл-Меджнуниани», «Шампарваниани» (Свеча и мотылёк), «Вард-булбулиани» (Роза и соловей).
Его поэма «Вард-булбулиани» стала объектом многочисленных подражаний в более поздней грузинской поэзии. Как поэт-лирик, Теймураз I воспевал любовные наслаждения и вино. При этом в его поэзии есть печаль и пессимизм. Теймураз I заимствовал персидские приёмы стихосложения — 16-сложный стих «шаири», которым также писал Шота Руставели. Теймураз I также создал стихотворные каламбуры в стиле «Маджама».
Британский литературовед, профессор русской и грузинской литературы Колледжа королевы Марии Лондонского университета Дональд Рейфилд утверждал, что шесть стихотворений Иосифа Сталина, написанные им в 1895—1896 годах, следуют персидским традициям, в которых сочинял грузинский царь Теймураз I. Исследователь также писал, что стихотворения Теймураза I входили во времена детства Джугашвили в школьные учебники. Биография Теймураза I, с точки зрения Рейфилда, похожа на жизнь Сталина: его отправляли в турецкую, персидскую и русскую ссылку; в 1610 году умерла его первая жена, а мать была замучена в 1624 году, три его сына погибли от рук персов, дочь была заколота в 1660 году. Рейфилд считал, что жизнь Сталина пародирует (англ. «parodies») жизнь Теймураза. Однако, он прямо не пишет о знакомстве юного поэта со стихами царя.

## Семья
Теймураз I был дважды женат. Первым браком женился на Анне Гуриели (ум. 1609), дочери князя Гурии Мамии III Гуриели. Дети:
- Леван (1606—1624)
- Александр (1609—1620).

Оба они погибли от увечий, нанесенных им стражниками шаха Аббаса в Ширазской темнице.
В 1609 году вторично женился на Хорешан Дареджан (ум. 1658), дочери царя Картли Георгия X. Дети:
- Давид (1612—1648), князь Мухранский (с 1627 г.), погиб в войне против Сефевидов. Отец царя Кахетии и Картли Ираклия I.
- Нестан-Дареджан (ум. 1668), 1-й муж с 1623 г. эристав Зураб Арагвский, 2-й муж с 1630 г. царь Имеретии Александр III, 3-й муж с 1661 г. царь Имеретии Вахтанг Чулунушвили.
- Тинатин (1611—1642), жена с 1637 г. шаха Персии Сефи I (1629—1642)

## Наследие
Полное собрание сочинений Теймураза I было издано в Тбилиси в 1934 году под редакцией А. Барамидзе и Г. Джакобия.

## Образ в искусстве
Теймураз стал персонажем романа Анны Антоновской «Великий Моурави». Он действует в телесериале «Раскол» (Россия, 2011) (11 серия) (актёр — Давид Гиоргобиани).